# Zophopetes dysmephila
Zophopetes dysmephila là một loài bướm ngày thuộc họ Hesperiidae. Loài này có ở Mozambique, from Port Elizabeth to KwaZulu-Natal và Transvaal và in Kenya.
Sải cánh dài 40–49 mm đối với con đực và 45–52 mm đối với con cái. Con trưởng thành bay quanh năm nhiều nhất vào từ tháng 11 đến tháng 5 in miền nam Africa.
Ấu trùng ăn Chrysalidocarpus lutescens, Phoenix reclinata, Phoenix dactylifera, Phoenix canariensis, Raphia, Borassus và Cocos species.